# Máni

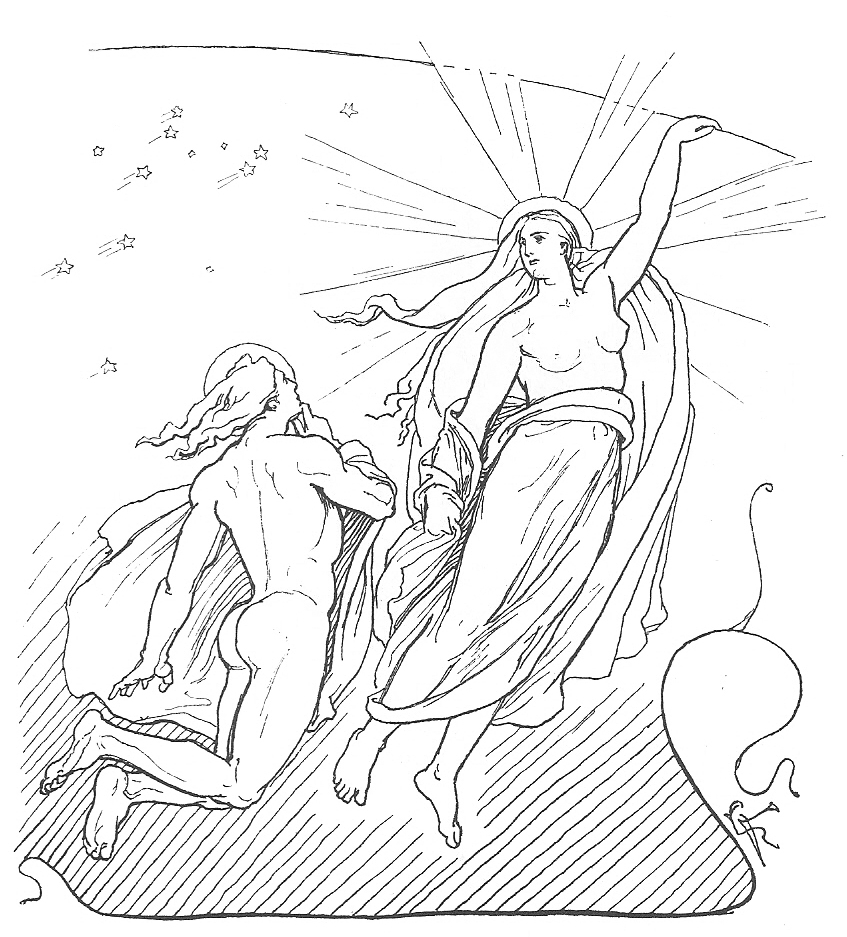
Il·lustració de Máni i Sól (1895) per Lorenz Frølich.

En la mitologia nòrdica Máni ("Lluna" en nòrdic antic) era la personificació de la Lluna. Això és esmentat en la Edda poètica i en la Edda prosaica, compilacions escrites al segle xii per Snorri Sturluson a partir de tradicions orals més antigues. Ambdues fonts esmenten que és germà de la personificació del Sol, la deessa Sól i fill de Mundilfari i Glaur. Máni és perseguit a través del cel, pel llop Hati.

## Edda poètica
En l'estrofa 23 del poema Vafþrúðnismál, el déu Odin (sota la forma de Gagnráðr) desafia el jotun Vafþrúðnir amb una pregunta sobre els orígens del Sol i la Lluna, als quals descriu viatjant sobre els homes. Vafþrúðnir respon que Mundilfari és el pare de Sól i Máni, i que han de recórrer els cels tots els dies perquè els homes puguin explicar els anys:
Mundilfæri és anomenat, aquell que és pare de la Lluna,
i de l'etern Sol; pel cel cada dia viatgen,
per explicar els anys per als homes.

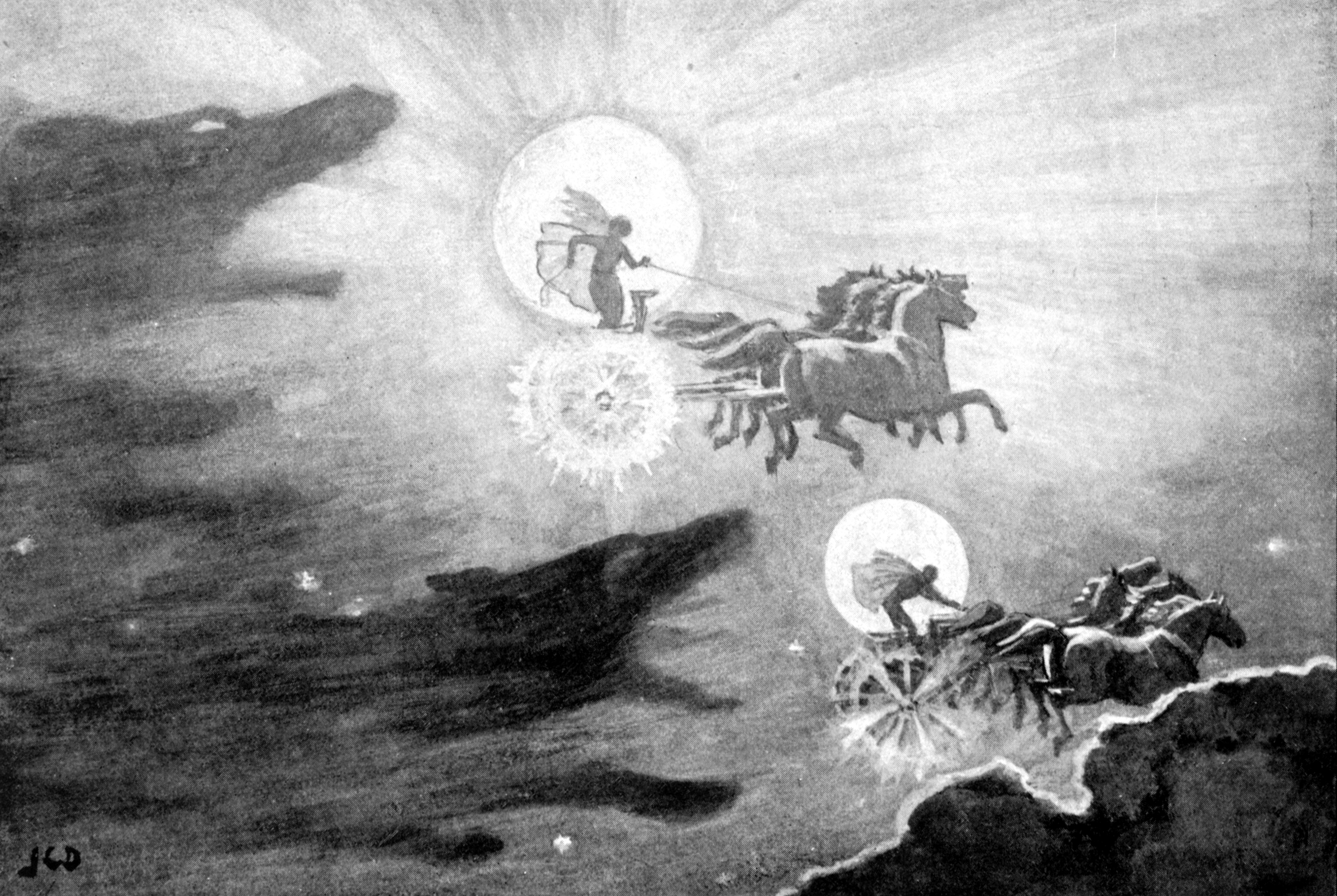
"Els llops perseguint a Sól i Máni" (1909) per J. C. Dollman.

En l'estrofa 39 del poema Grímnismál, Odín (sota la forma de Grimnir) relata que tant el Sol com la Lluna són perseguits a través del cel per llops; Sol, anomentat com el "déu brillant" és perseguida per Sköll fins als "boscos protectors", mentre que Lluna és perseguit per Hati Hróðvitnisson. En l'estrofa 13 del poema Alvíssmál, el déu Thor interroga al nan Alvíss sobre la Lluna, preguntant-li com és anomenada en cadascun dels mons. Alvíss respon que és anomenada "lluna" pels homes, "flama" pels déus, "la roda" en Hel, "el precipitat" pels jotun, "el brillant" pels nans i "el comptador d'anys" pels elfs.

## Edda prosaica
En Gylfaginning, Edda prosaica, Máni és esmentat en tres capítols. En el capítol 8, se cita la cinquena estrofa de Völuspá, on s'esmenten el Sol i la Lluna durant la creació del món. En el capítol 11 s'esmenta que Máni i la seva germana són els fills d'un home anomenat Mundilfari. Els nens eren tan bells que Mundilfari els va cridar "Lluna" i "Sol", la qual cosa va ser vist pels déus com un acte d'arrogància que va molestar tant als déus que els van col·locar en els cels. Allí Máni "guia el camí de la lluna i controla el seu creixement i minva."
A més s'esmenta que Máni és seguit a través dels cels pels germans, Hjúki i Bil "tal com pot veure's des de la Terra", a qui va prendre de la terra mentre es trobaven recollint aigua en un pou. En el capítol 51, es relaten els esdeveniments del Ragnarök, incloent que Máni i la seva germana seran devorat pels llops que els persegueixen.
En Skáldskaparmál, Edda prosaica, Sól és esmentada en el capítol 26 com a "germana de Máni", i en el capítol 56 se li donen noms a la Lluna: "lúnula", "creixent", "minvant", "comptadora d'anys", "clipped", "brillant", "crepuscle", "precipitat", "squinter" i "lluent".